# Richard Cyert
Richard Michael Cyert (* 22. Juli 1921 in Winona, Minnesota; † 7. Oktober 1998 in Fox Chapel) war ein US-amerikanischer Managementforscher.
Er war Professor für Betriebswirtschaftslehre und von 1972 bis 1990 Rektor an der Carnegie Mellon University.

## Frühes Leben und Ausbildung
Cyert wuchs in Minneapolis auf und erwarb 1943 einen Bachelor of Science an der University of Minnesota. Nach dem Zweiten Weltkrieg wurde er in Wirtschaftswissenschaften an der Columbia University promoviert, wobei er sich auch auf Statistik spezialisierte.

## Akademische Laufbahn
Nach seiner Promotion begann Cyert 1948 als Dozent für Statistik an der Carnegie Institute of Technology (später Carnegie Mellon University) in Pittsburgh. Er unterrichtete dort Wirtschaftswissenschaften, Statistik und industrielle Verwaltung und wurde 1962 Dekan der Graduate School of Industrial Administration (GSIA). 1972 übernahm er das Amt des Präsidenten der Universität und führte sie bis 1990. Unter seiner Leitung erlebte die Universität ein beispielloses Wachstum und entwickelte sich von einer technischen Hochschule zu einer führenden amerikanischen Universität mit einem starken Fokus auf Informatik.

## Forschung und Veröffentlichungen
Cyert ist bekannt für seine Zusammenarbeit mit James G. March an der "Behavioral Theory of the Firm" (1963), die die traditionelle Annahme der Gewinnmaximierung infrage stellte und stattdessen das Verhalten von Unternehmen als Ergebnis von Verhandlungen und Kompromissen zwischen verschiedenen Interessengruppen darstellte. Dieses Werk wurde als das zwölfteinflusreichste Managementbuch des 20. Jahrhunderts anerkannt.
Weitere bedeutende Veröffentlichungen umfassen:
- Management Decision Making (1971) mit Lawrence A. Welsch
- The American Economy, 1960–2000 (1983)
- Technology and Employment (1987)
- Bayesian Analysis and Uncertainty in Economic Theory (1987) mit Morris H. DeGroot

## Auszeichnungen und Ehrungen
Cyert wurde 1973 zum Fellow der American Statistical Association ernannt.

## Privates Leben
Cyert war 52 Jahre mit Margaret Shadick Cyert verheiratet und hatte drei Töchter. Er verstarb nach einem langen Kampf gegen Krebs am 7. Oktober 1998.